# Томмазо Корацца
Томмазо Корацца (італ. Tommaso Corazza, нар. 29 червня 2004, Болонья, Італія) — італійський футболіст, фланговий захисник клубу «Болонья».

## Ігрова кар'єра

### Клубна
Томмазо Корацца є вихованцем футбольної школи клубу «Болонья», де він почав займатися футболом з 2009 року.
11 серпня 2023 року у кубковому матчі проти «Чезени» Корацца дебютував у першій команди «Болоньї», де відзначився забитим голом. Тим самим він став одним з наймолодших футболістів, кто забив гол у своєму дебютому кубковому матчі. 21 серпня у матчі проти «Мілана» Корацца дебютував у чемпіонаті Італії.

### Збірна
У 2023 році Томмазо Корацца провів гру у складі юнацької збірної Італії (U-20).